# Rie Satō
Pour les articles homonymes, voir Sato.
Rie Satō (佐藤 理恵, Satō Rie, 14 août 1980 à Tokyo  -) est une joueuse de softball japonaise. Durant les Jeux olympiques d'été de 2004, elle remporta une médaille de bronze et en 2008, elle remporta la médaille d'or devançant les États-Unis et l'Australie.